# Чайниково (Московская область)
Чайниково — деревня в Дмитровском районе Московской области, в составе Сельского поселения Большерогачёвское. Население — 6 чел. (2010). До 2006 года Чайниково входило в состав Большерогачевского сельского округа.

## Расположение
Деревня расположена в западной части района, примерно в 25 км западнее Дмитрова и в 8 км южнее Рогачёво, на водоразделе Лутосни и Яхромы, высота центра над уровнем моря 232 м. Ближайшие населённые пункты — Ивановское на севере и Новосёлки на юге. У западной окраины деревни проходит региональная автодорога Р113 Рогачёвское шоссе.

## Население
| 2002 | 2006 | 2010 |
| ---- | ---- | ---- |
| 5    | →5   | ↗6   |